# John Gregory Dunne
John Gregory Dunne (Hartford, Connecticut, Estados Unidos, 25 de mayo de 1932 - 30 de diciembre de 2003) fue escritor estadounidense de origen irlandés.
Después de graduarse en Princeton y servir en el ejército, Dunne comenzó a escribir en el semanario Time; en 1964 se casó con la novelista Joan Didion y se mudó a California en donde escribió obras de teatro y colaboró entre 1967 y 1969 en el periódico Saturday Evening Post.
Sus obras más destacadas forman una trilogía en la que refleja las costumbres de los inmigrantes irlandeses en Estados Unidos en el siglo XX: True confessions (1977), Dutch Sea Jr (1982) y The red white and blue (1987).

## Obras en castellano
- El estudio. Barcelona: Anagrama, 1971.
- Confesiones verdaderas. Barcelona: Pomaire, 1981.

- Datos: Q705022